# Synagoga Szomrej Szabat we Lwowie
Synagoga Szomrej Szabat we Lwowie (z hebr. „Strażnicy Szabatu”) – synagoga znajdująca się we Lwowie na dziedzińcu budynku przy ulicy Starożydowskiej 19.
Synagoga została zbudowana w 1878 roku z inicjatywy Menkesa Reischera dla Towarzystwa Dobroczynnego Szomrej Szabat. Podczas II wojny światowej, po wkroczeniu wojsk niemieckich do Lwowa w 1941 roku, synagoga została zdewastowana.